# Bibliotheque Universelle des Sciences, Belle-Lettres, et Arts,... Sciences et Arts
La Bibliotheque Universelle des Sciences, Belle-Lettres, et Arts,... Sciences et Arts (abreviado Biblioth. Universelle Sci., Sci. Arts) fue una revista con ilustraciones y descripciones botánicas que fue editada en Ginebra. Se publicaron 60 números desde 1816 hasta 1835. Fue reemplazada por Bibliothèque Universelle de Genève.